# The Scriptures
The Scriptures – czterdziesty szósty album studyjny Sizzli, jamajskiego wykonawcy muzyki reggae i dancehall.
Płyta została wydana 21 czerwca 2011 roku przez wytwórnię John John Records (na tydzień przed fizyczną premierą została też opublikowana w postaci digital download) przez Zojak Worldwide). Produkcją nagrań zajął się Lloyd "John John" James Jr., syn znanego producenta King Jammy'ego.

## Lista utworów
1. "World Cry"
2. "The World Is Watching" feat. Peter Jackson
3. "In Jamaica"
4. "Cleanse My Soul"
5. "Let It Be"
6. "Jah Is My Shield"
7. "Scriptures"
8. "What A Whoa"
9. "God Bless You Mama"
10. "Jump For Joy"
11. "I Love You"
12. "Happy Birthday"
13. "Music in My Soul"